# Ifs millénaires de La Lande-Patry
Les ifs millénaires de La Lande-Party, ou Ifs amoureux de la Lande-Patry sont des ifs très anciens situés dans la commune de La Lande-Patry dans  l’Orne en région Normandie. Ces deux arbres, un mâle et une femelle, se tiennent au cœur du bourg. Ils s’associent à l’église pour marquer l’identité locale. L’église est fréquentée pour être un lieu de dévotion consacré à des saints guérisseurs et protecteurs, comme saint Armel et sainte Marguerite. Leur identité est d’ailleurs parfois confondue avec les deux ifs. 
Les ifs de La Lande-Patry font l’objet d’une inscription à l'Inventaire du patrimoine culturel immatériel en France.

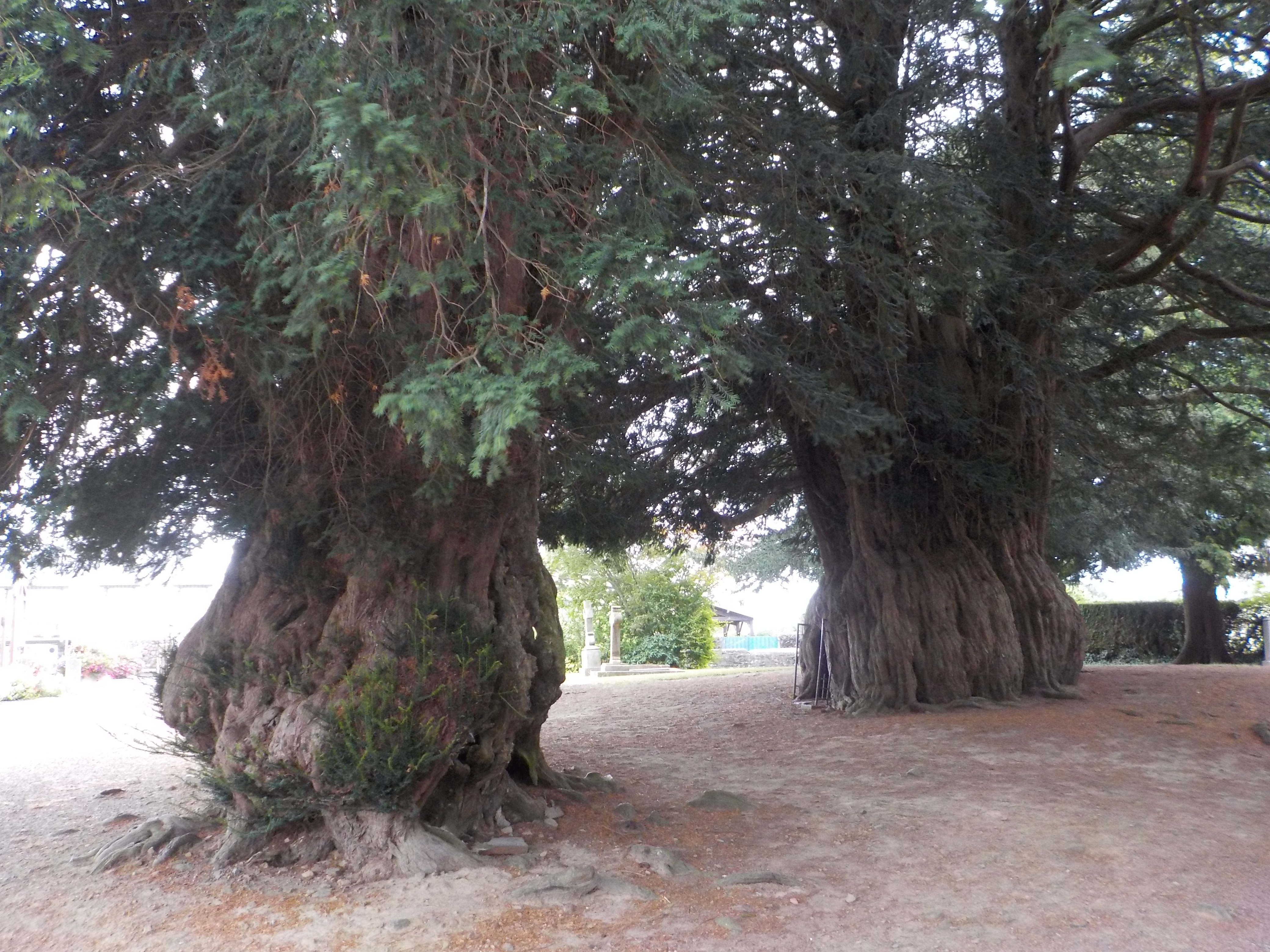
Ifs de la Lande-Patry

## Historique légendaire
La commune tient son nom d’une grande famille qui occupait les lieux et dont le seigneur, Guillaume Ier de La Lande-Patry faisait partie des hommes ayant accompagné en 1066 dans sa conquête de l’Angleterre le Duc de Normandie. Son descendant Raoul Patry suivit le même chemin puisqu’il prit part quant à lui à la conquête de Jérusalem, aux côtés de Robert, duc de Normandie, en 1096. La famille ne ménageant pas ses départs en guerre, c’est un autre Guillaume Patry qui se lance aux côtés de Saint-Louis à la conquête de l’Afrique et de la Palestine à l’occasion de la huitième croisade. Et c’est précisément ici que l’on retrouve la trace des deux ifs de la commune, puisque selon la légende, c’est ce Guillaume Patry qui aurait planté les deux arbres devant l’église avant son départ en 1270. 
La ville a retenu une autre version de l’histoire, le premier if aurait été planté au VIe siècle et le second au IXe siècle sous Charlemagne. Le plus gros des deux ifs atteint aujourd’hui la circonférence de 11,80 mètres.
Ces deux spécimens végétaux constituent aujourd’hui, avec le nom de la famille en héritage, un dernier vestige de cette époque et contribuent à créer une identité à la commune. En effet, deux branches d’ifs apparaissent sur le blason de la ville, associées à un château seigneurial.
Les ifs sont des arbres vénérés par les druides, symbole de l’immortalité au temps des celtes. Ils en font d’ailleurs leur bâton. On a également coutume de laisser le repos des morts au soin des ifs, ce qui explique leur présence régulière près des cimetières. Cependant, la raison pour laquelle les ifs funéraires sont beaucoup répandus en Normandie que dans les autres régions de France échappe aux historiens. Il est probable que les liens traditionnels, aussi bien culturels que migratoires, avec la Grande-Bretagne et l'Irlande, où cet usage est répandu, y soit pour beaucoup. En effet, il est établi avec certitude qu'une grande partie des colons arrivés à l'époque de la constitution du duché de Normandie, était en fait originaires de Grande-Bretagne, voire d'Irlande, quelles que soient leurs origines ethniques.
Entre le milieu du XIXe siècle et le début du XXe siècle, un barbier s’est installé dans le tronc de l’arbre pour proposer leurs services aux hommes de La Lande-Patry à la sortie de la messe dominicale.

## Les ifs de La Lande-Patry
Ces deux arbres, un mâle et une femelle, poussent l’un à côté de l’autre depuis plusieurs centaines d’années, ce qui leur vaut le surnom des « ifs amoureux de la Lande-Patry ». Comme en aurait décidé Guillaume Patry, ils se tiennent près du porche de l’église Notre-Dame de l’Assomption, dans ce qui était à l’époque le cimetière. 
Chacun des deux arbres a un signe distinctif. L’if femelle a le tronc complètement creux qui laisse apparaitre une grande cavité. Ceci ne semble pas être le cas chez le mâle qui a probablement le tronc plein.
D’un point de vue plus scientifique que légendaire sur la question de l’âge des deux spécimens, il semblerait qu’il soit similaire, les deux arbres auraient donc été plantés ensemble ou à un court intervalle de temps. Cependant, le millénaire qui leur est attribué peut être contestable. Mais leur origine officielle inconnue et l’existence de la légende leur donnant un âge moindre entretiennent l’incertitude.  
Dans la commune, les deux ifs ne font pas l’objet d’attentions festives particulières. Ils sont plutôt vus comme un symbole, un objet identitaire propre à la commune. Ainsi, ils sont observés par les touristes et les objectifs des photographes. Seuls les enfants leur vouent un regard particulier, celui du terrain de jeu, notamment dans le tronc de l’if femelle. 
Ces deux arbres a priori invisibles jouent toutefois un rôle en apparaissant comme symbole identitaire maintenant la cohésion sociale. Leur place dans la légende traitant des premières heures de la commune ou même leur simple ancienneté renforce cet effet de plus anciens témoins du développement de la ville de La Lande-Patry.